# Kazuhisa Kono
Kazuhisa Kono (Prefectura d'Hiroshima, Japó, 30 de desembre de 1950) és un futbolista japonès que disputà un partit amb la selecció japonesa.